# Lutris
Lutris es un gestor de juegos FOSS (libre y de código abierto) para los sistemas operativos basados en Linux desarrollado y mantenido por Mathieu Comandon y la comunidad, listado bajo la Licencia Pública General de GNU.
Lutris tiene disponible la instalación con un clic para centenares de juegos en su sitio web, y también se integra con el sitio web de Steam. Hay guiones de instalación disponibles para algunos juegos de WINE difíciles de instalar, incluidos League of Legends. Los juegos adquiridos a través de GOG y Humble Bundle puede ser añadidos a través de sus lanzadores propios en Lutris. Los juegos son ejecutados utilizando sus plataformas respectivas como Wine, Steam y emuladores y estos pueden ser lanzados a través de la aplicación Lutris. Lutris se apoya sobre 20 emuladores que incluyen DOSbox, ScummVM, Atari 800, Snes9x, Dolphin, PCSX2 y PPSSPP.
En 2013, cuándo el soporte de Steam fue añadido a Lutris, OMG! Ubuntu!  indicó que la base de datos de juegos de Lutris había sido muy limitada hasta ese momento. También indicaron que mientras era posible enviar instaladores a la base de datos de Lutris, cada adición necesitaba ser manualmente aprobada por el equipo de desarrollo de Lutris.

## Historia
Lutris comenzó como una pieza de software llamada Oblivion Launcher creado en 2009 por Mathieu Comandon. Quería una forma más fácil de administrar sus juegos ejecutándose en Linux, especialmente los que se ejecutaban usando Wine. Lutris comenzó a desarrollarse en Launchpad con el repositorio creado el 5 de mayo de 2009. El primer lanzamiento público, 0.1, fue el 29 de noviembre de 2009. En 2010, el desarrollo se trasladó a GitHub.